# Duṣyanta

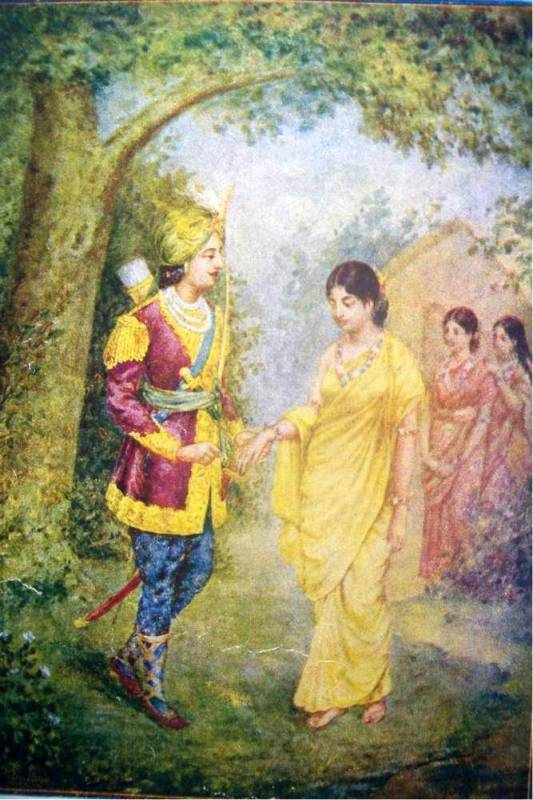
Dushyanta sposa Śakuntalā.

Duṣyanta (in sanscrito दुष्यन्त), con grafia inglese Dushyanta, è un personaggio del poema epico indiano Mahābhārata e del celebre dramma del poeta indiano Kālidāsa intitolato Abhijñānaśākuntala.
È il padre di Bharata, nel Mahābhārata.
Nella mitologia induista egli era re di Hastinapur e antenato della dinastia Kuru. Secondo il racconto del Mahābhārata e del dramma Abhijñānaśākuntala, durante un'escursione fuori dal suo regno per una battuta di caccia si ritrova nell'eremitaggio di Kanva e lì incontra Śakuntalā, di cui si innamora e che decide di sposare.
Secondo l'Ādiparvan del Mahābhārata, Dushyanta e Shakuntala ebbero un figlio che sarebbe diventato il futuro imperatore Bharata.